# Malin Aune
Malin Aune (* 4. März 1995 in Ranheim, Norwegen) ist eine norwegische Handballspielerin, die dem Kader der norwegischen Nationalmannschaft angehört.

## Karriere
Malin Aune begann im Alter von acht Jahren das Handballspielen in ihrem Geburtsort bei Ranheim IL. Ab dem Jahre 2012 spielte die Rechtsaußenspielerin beim Zweitligisten Selbu IL. Zwei Jahre später unterschrieb sie einen Vertrag beim Erstligisten Oppsal IF. Ab der Saison 2017/18 lief die Linkshänderin für Vipers Kristiansand auf. Mit den Vipers gewann sie 2018, 2019, 2020 und 2021 die norwegische Meisterschaft, 2021 die EHF Champions League sowie 2017 und 2019 die Norgesmesterskap, den norwegischen Pokalwettbewerb. Weiterhin stand sie 2018 im Finale des EHF-Pokals. Ab der Saison 2021/22 lief sie für den rumänischen Erstligisten CSM Bukarest auf. Mit Bukarest gewann sie 2023 die rumänische Meisterschaft sowie 2022 und 2023 den rumänischen Pokal. Ab der Saison 2023/24 stand sie beim dänischen Erstligisten Odense Håndbold unter Vertrag. Mit Odense Håndbold gewann sie 2025 die dänische Meisterschaft. Im Sommer 2025 wechselte sie zum norwegischen Erstligisten Storhamar Håndball.
Aune lief 38-mal für die norwegische Jugend- sowie 34-mal für die Juniorinnennationalmannschaft auf. Mit diesen Auswahlmannschaften nahm sie an der U-17-Europameisterschaft 2011, an der U-18-Weltmeisterschaft 2012, an der U-19-Europameisterschaft 2013 und an der U-20-Weltmeisterschaft 2014 teil. Bei der U-17-EM und bei der U-18-WM gewann sie jeweils die Bronzemedaille. Am 19. März 2015 gab sie ihr Debüt für die norwegische Nationalmannschaft. Aune gewann mit Norwegen 2016 die Europameisterschaft. Für Norwegen lief sie bei der Europameisterschaft 2018 auf. 2020 gewann sie bei ihrer dritten EM-Teilnahme den zweiten Titel. Im Turnierverlauf erzielte sie zwölf Treffer. 2021 gewann sie mit Norwegen die Weltmeisterschaft. Bei der Europameisterschaft 2022 gewann sie mit Norwegen erneut den Titel. Aune steuerte 14 Treffer zum Erfolg bei.